# Josef Jacobs
Josef Carl Peter Jacobs (Kreuzkapelle, Renània, Imperi Alemany, 15 de maig de 1894 - Múnic, Alemanya, 29 de juliol de 1978) fou aviador de combat, as de l'alemany amb un total de victòries 48 durant la Primera Guerra Mundial, essent un dels asos alemanys amb més victòries només per darrere de Manfred von Richthofen, Ernst Udet i Erich Löwenhardt, i amb el mateix nombre de victòries que Werner Voss.

## Primers passos
Josef Jacobs va néixer a Kreuzkapelle, Renània i va aprendre a pilotar el 1912, a l'edat de 18 anys. Com a escolar a Bonn, s'havia fascinat amb les activitats desenvolupades a la propera escola de vol de Hangelar. Allà va aprendre a pilotar, tutoritzat per Bruno Werntgen. Amb l'esclat de la guerra, s'enrolà a la Luftstreitkräfte per a entrenar com a aviador de combat, i seria finalment enviat a l'esquadró FEA 9.

## Servei militar

### 1915 - 1916
El 3 de juliol de 1915, Jacobs fou enviat a l'esquadró de reconeixement FA 11 durant un any, on desenvolupà llargues missions sobre les línies aliades, tinguen lloc la seva primera missió el mateix dia de l'arribada. La seva primera victòria va ser sobre un Caudron francès al febrer de 1916, que, tot i això, mai fou acreditada, a causa de la falta de testimonis. Després del permís a l'abril, Jacobs fou enviat a la Fokkerstaffel-Oest on pilotaria un Fokker E.III Eindecker i finalment obtingué la seva primera victòria acreditada el 12 de maig, després d'abatre un Caudron biplaça tripulat només pel pilot. A finals de juliol, Jacobs i el seu esquadró serviren en missions de protecció per al Quarter General de Charleville. L'1 de setembre, Jacobs abandonà aquest tipus de missions per desinterès, i tornà a les obligacions del front de batalla amb el Fokker E.III. El 19, passà a pilotar un aparell millor, el Fokker D.II. El seu antic company, Max Ritter von Mulzer morí una setmana més tard. El 29, Jacobs emmalaltí de dissenteria. La malaltia el va mantindre fora de combat durant diverses setmanes.
La Fokkestaffel-Oest esdevindria la Jasta 12 el 6 d'octubre de 1916, i Jacobs seguí en aquest esquadró, tot i que el mes següent seria transferit a la Jasta 22, que en aquells moments comandava Erich Hönemanns, un amic de Jacobs.

### 1917 - 1918
Aconseguí la seva segona victòria, aquest cop sobre un Caudron R.IV, el gener de 1917. Aconseguí tres victòries acreditades més i moltes d'altres no acreditades en el temps que passà a la Jasta 22, on restà fins a l'agost de 1917, quan fou transferit per a comandar la Jasta 7.
A partir de principis de 1918, Jacobs començà a pilotar el triplà Fokker Dr.I amb la Jasta 7, i pintà el seu aparell amb una combinació de negres molt distintiva. El Dr I va ser el seu aparell preferit fins a l'octubre de 1918 i s'aprofità de la seva maniobrabilitat per a avantatjar-se sobre els seus rivals, esdevenint l'as amb més victòries acreditades a bord d'un aparell triplà, amb més de 30 victòries.
El nombre de victòries de Jacobs ascendí lentament fins a aconseguir les 24 victòries el 19 de juliol de 1918, fet que li conferí la tant valorada Pour le Mérite. Jacobs restà a la Jasta 7 fins a l'armistici. El nombre total de victòries aconseguides va ascendir a 48 aparells i globus aerostàtics enemics. Jacobs continuà combatint contra les forces bolxeviques al Mar Bàltic el 1919, amb el Kommando Sachsenberg.

## Després de la guerra
Després de la guerra, va esdevenir, per un curt període, instructor de vol per a l'exèrcit turc, abans de retirar-se completament de l'activitat militar. Va esdevenir director de l'empresa Alder i més tard formà la seva pròpia empresa aeronàutica a Erfurt als anys 1930. A part de l'aviació, Jacobs també va estar interessat en el bobsleigh i les carreres de cotxes i barques de velocitat.
Quan el NSDAP aparegué en l'escena política del país, Jacobs va esdevenir Major de les reserves, tot i que refusà formar part de la Luftwaffe després de la petició de Hermann Göring. Durant la Segona Guerra Mundial, Jacobs es traslladà als Països Baixos i en alguns moments arribà a amagar-se, després de rebutjar que Göring passes a ser un dels màxims accionistes de la seva empresa.
Jacobs va morir a Múnic, Baviera, Alemanya el 1978.